# Кэрролл, Джорджия
Джорджия Кэрролл (англ. Georgia Carroll; род. 18 ноября 1919, Блуминг-Гров, Техас, США — ум. 14 января 2011, Чапел-Хилл, Северная Каролина, США) — американская актриса, фотомодель и певица.

## Биография
Джорджия Кэрролл родилась 18 ноября 1919 года в Блуминг-Грове, штат Техас, США. Её мать и отец были фермерами в Блуминг-Грове, однако вскоре переехали в Даллас, штат Техас, где она окончила среднюю школу «Woodrow Wilson High».

## Карьера
Джорджия Кэрролл начала свою карьеру работая моделью для магазина в Далласе, вскоре она переехала в Нью-Йорк и устроилась на работу в модельное агентство Джона Пауэрса, а в свободное время брала уроки вокала.
Её первая работа со знаменитостью состоялась, когда она была моделью для «The Spirit of the Centennial» в 1936 году в «Texas centennial» в экспозиции статуи на выставке в парке Далласа (эта статуя до сих пор стоит перед женским музеем в Далласе).
В 1937 году она была введена в школьный зал славы наряду со многими другими известными выпускниками школы «Woodrow Wilson High». Вскоре Кэрролл приехала в Голливуд и прошла пробы на роль Дейзи Мэй в фильме «Лил Эбнер».
Её актёрская карьера началась в 1941 году, когда она снялась в нескольких титрах в таких фильмах, как «Мэйзи была леди» с Лью Эйрси Энн, «девушка Зигфилда» с Джуди Гарланд и др.
После она сыграла роль Бетси Росс в фильме «James Cagney» в 1942 году. Джорджия также появлялась в рекламе расчёски для компании Jewelite. В 1943 году Кэрролл присоединилась к музыкальной группе Kyser, известной как «Kollege of Musical Knowledge», в качестве вокалистки. Спекулируя на её внешности, ей дали прозвище «великолепная Джорджия Кэрролл».
Позже, как член группы Kyser, она снялась в трёх фильмах: «Around the World», «Каролина Блюз» и «Second World War».

## Личная жизнь
В 1945 году Джорджия Кэрролл вышла замуж за музыканта Джеймса Кёрна Кайсера. Супруги, у которых было трое детей, оставались в браке вплоть до смерти Джеймса в 1985 году. Кэрролл жила в Чапел-Хилле с момента выхода на пенсию. В университете Северной Каролины в Чапел-Хилле есть большой архив документов и материалов о Джеймсе Кёрне Кайсере, который был подарен Кэрролл.

## Смерть
Джорджия Кэрролл умерла в Чапел-Хилле, Северная Каролина 14 января 2011 года.

## Частичная фильмография
- 1941 — «Navy Blues»
- 1941 — «Тело исчезает»
- 1941 — «Теперь вы в армии»
- 1943 — «Во всём мире»
- 1944 — «Каролина Блюз»